# René Derouin
 (août 2025).
Si vous disposez d'ouvrages ou d'articles de référence ou si vous connaissez des sites web de qualité traitant du thème abordé ici, merci de compléter l'article en donnant les références utiles à sa vérifiabilité et en les liant à la section « Notes et références ».
René Derouin est un artiste multidisciplinaire québécois.

## Biographie
Né à Montréal en 1936, René Derouin habite Val-David, municipalité située au Québec dans la région des Laurentides, au nord de la ville de Montréal. Depuis plus de cinquante ans, cet artiste multidisciplinaire poursuit son œuvre unique où les notions d'identité et de territoire s'inscrivent dans une perspective globale des Amériques. Ses nombreux voyages et séjours à l'étranger ont été des sources d'inspiration essentielles dans le développement de cette vision singulière, orientée sur l'axe nord-sud. Dès les années 1950, Derouin se penche sur les cultures précolombiennes et se familiarise avec l’art mural mexicain en étudiant à la Escuela de Pintura y Escultura Esmeralda de Mexico. 
Deux décennies plus tard, la visite du Grand Nord québécois l'amènera à explorer davantage le concept de la nordicité. En quête de ses racines, Derouin creuse l’idée d’américanité. Il se plonge ainsi au cœur des mémoires culturelles et territoriales, abordant les questions de migration et de métissage à la lumière des époques traversées. Il en ressort une démarche exemplaire, éminemment actuelle, elle-même métisse et baroque, qui s'exprime aussi bien dans la gravure, le dessin, la sculpture ou les installations.
Apprécié sur plusieurs continents, le travail de René Derouin obtient une large diffusion au Québec, au Canada et à l’étranger, plus spécifiquement au Mexique où il a reçu les plus grands honneurs du gouvernement mexicain. Ses œuvres ont également été exposées en France, aux États-Unis, au Venezuela, en Australie et au Japon. On les retrouve aussi dans plusieurs collections nationales et internationales, notamment celles des institutions suivantes : Musée national des beaux-arts du Québec, Musée des beaux-arts de Montréal, Musée de la civilisation du Québec, Bibliothèque du Québec, Bibliothèque nationale de France, Musée des beaux-arts du Canada, The Glenbow Museum of Calgary, Museo del arte contemporanio Rufino Tamayo Mexico, Museo Universitario del Chopo Mexico, Loto-Québec, Banque Nationale du Canada et de nombreuses autres collections privées. 
René Derouin a également créé la Fondation Derouin qui organise des symposiums internationaux d'art-nature sur le site des Jardins du Précambrien de Val-David depuis 1995. Maître d'œuvre de des symposiums avec sa femme (l'artiste Jeanne Molleur) au cours de la première décennie, Derouin agit maintenant à titre de directeur artistique de ces événements estivaux qui attirent un vaste public. L'organisation en est désormais gérée de façon indépendante par l'équipe de la Fondation.
Un film immersif réalisé par Patrick Bossé: Territoires des Amériques, fait le bilan des 60 ans de carrière de l’artiste.  Ce film projeté sur 360 degrés est présenté en grande première le 30 juin 2021 au dôme Statera de Sorel-Tracy peut circuler dans différents lieux.
Le fonds d’archives de René Derouin (P922) est conservé au centre BAnQ Vieux-Montréal de Bibliothèque et Archives nationales du Québec.

## Prix et distinctions
Les nombreuses distinctions, reçues autant au Québec qu’à l’étranger, témoignent de sa contribution unique et de son rôle essentiel dans le milieu des arts et de la culture au Québec, au Canada, dans les Amériques et plus spécifiquement au Mexique :
- 2017 - Compagnon de l'Ordre des arts et des lettres du Québec
- 2011 -  Membre de l'Ordre du Canada[4]
- 2008 -  Chevalier de l'Ordre national du Québec[5]
- 2007 - Chevalier de l'ordre de la Pléiade – Section Québec de l’Assemblée parlementaire de la francophonie pour ses mérites éminents mis au service des idéaux de coopération et d’amitié dans la francophonie.
- 2006 - Ordre de l'Aigle aztèque, la plus haute distinction accordée par le gouvernement du Mexique à un étranger[6].
- 2005 - Prix Orange Sauvons Montréal et prix d'excellence, 23e Édition de l’ordre des architectes du Québec pour son travail d’intégration des arts à l’architecture avec la grande murale Trois siècles de migration sur le territoire des Amériques, créée pour la chapelle de théologie du Collège Jean-de-Brébeuf.
- 1999 - Prix Paul-Émile-Borduas pour son œuvre remarquable et l’exceptionnelle qualité de sa contribution au développement culturel de la société québécoise / médaille Palais des beaux-arts du consulat du Mexique pour son apport aux échanges culturels.
- 1998 - Bourse de carrière du Conseil des Arts et des Lettres du Québec / Bourse A du Conseil des Arts du Canada.

## Œuvres et événements sélectionnés
- Suite Nordique et Nouveau-Québec (1979-1980) Gravures ;
- Équinoxe (1989 1990) bois gravés ;
- Between (1984) bois gravés ;
- Échographie du printemps (1987), Collection Musée national des beaux-arts du Québec[7]
- Migrations (1992) sculpture monumentale exposée au Musée international d’art contemporain Rufino Tamayo à Mexico et au Musée du Québec[8],[2] ;
- Migrations (Le Largage-1994) largage dans le fleuve Saint-Laurent d’une grande partie de l'œuvre Migrations, créant ainsi un musée imaginaire[9] ;
- La Dualidad del Espacio (1998) présentée par le Musée d’art contemporain Sofia Imber lors de la biennale Barro de America à Caracas, Venezuela ;
- Rétrospective René Derouin au Glenbow Museum (1998) Calgary, Alberta ;
- Rétrospective René Derouin au Musée des beaux-arts de Montréal (1999) ;
- Printemps du Québec – France' (1999) l'œuvre monumentale La Traversée du territoire est exposée au Jardin des plantes à Paris avant d'être installée définitivement sur le site des Jardins du Précambrien de Val-David, Québec ;
- Paraíso. La dualité du baroque (1997-1998), murale monumentale exposée au Musée de la civilisation à Québec avant d'être installée en permanence au Centre des congrès de Québec ;
- Trois siècles de migration sur le territoire des Amériques (2005) fresque créée pour le projet architectural de la chapelle du Collège Jean-de-Brébeuf ;
- Oro y Sal (2007) installation présentée dans le cadre de América Migración lors du Forum universel des cultures de Monterrey, Mexique ;
- Autour de mon jardin (2010) murale de 160 mètres installée en frise, sur un aménagement végétal en pourtour du marché d’alimentation Dufresne à Val-David, Québec.
- La Chapelle/Capilla

## Collections
- Musée des beaux-arts de Sherbrooke
- Musée national des beaux-arts du Québec[10]
- Musée des beaux-arts de Montréal
- Musée de la civilisation du Québec
- Bibliothèque et archives nationales du Québec
- Bibliothèque nationale de France
- Musée des beaux-arts du Canada
- The Glenbow Museum of Calgary
- Museo del arte contemporanio Rufino Tamayo Mexico
- Museo Universitario del Chopo Mexico
- Art Gallery of Nova Scotia
- Musée Pierre Boucher
- Musée Laurier
- Collection Loto-Québec
- Collection Banque nationale du Canada
- Art Gallery of Nova Scotia
- Collection d'œuvres d'art, Université de Montréal[11]